# Пандо, Мартин
Мартин Эстебан Пандо (исп. Martín Esteban Pando; 26 декабря 1934, Буэнос-Айрес — 7 мая 2021, Буэнос-Айрес) — аргентинский футболист, выступавший на позиции полузащитника, и тренер.

## Клубная карьера
Мартин Пандо начинал свою футбольную карьеру в команде «Платенсе» в 1955 году. В 1958 году Пандо перешёл в клуб «Архентинос Хуниорс», а в 1962-м — в «Ривер Плейт». В составе последних он дважды занимал второе место в чемпионате Аргентины в сезонах 1962 и 1963 годов. В 1965-м Пандо перешёл в «Ланус». Закончив свою карьеру футболиста в 1967 году Пандо в итоге провёл 242 матча и забил 37 голов в чемпионате Аргентины.
По окончании карьеры игрока Пандо с 1970-х годов работал с молодёжными командами «Ривер Плейта». Среди его подопечных были Рамон Диас, Карлос Тапия, Нестор Горосито, Клаудио Каниджа и другие. В 1983-м он также временно занимал должность главного тренера клуба.

## Международная карьера
Мартин Пандо попал в состав сборной Аргентины на Чемпионат мира 1962 года. Однако из 3-х матчей Аргентины на турнире Пандо появился на поле лишь в одном из них: в последней игре группового турнира против сборной Венгрии. В этой встрече он был капитаном аргентинцев.